# Peggy Miley
Peggy Miley (New York, 5 luglio 1941) è un'attrice statunitense.

## Biografia
Peggy Miley è nata il 5 luglio 1941 a New York. Si è diplomata nel 1959 presso la St. Jean Baptiste High School e si è laureata in lettere presso la St. John's University nel 1963. Nel 1975 ha completato un Master in Scienze Umanistiche presso l'Università di New York.

### Carriera
Peggy Miley ha iniziato a recitare nel 1987, nella serie Una detective in gamba. Successivamente è apparsa in diverse serie televisive, tra cui Crescere, che fatica!, Liv e Maddie, NYPD - New York Police Department, Big Love, Monaco, Mike & Molly e Six Feet Under. Nel 2019 interpreta Doris Driscoll nella serie TV di Netflix Stranger Things.

## Filmografia

### Cinema
- Violenza alla deriva (The Beat), regia di Paul Mones (1988)
- Alice, regia di Woody Allen (1990)
- Un pezzo da 20 (Twenty Bucks), regia di Keva Rosenfeld (1993)
- La piccola principessa (A Little Princess), regia di Alfonso Cuarón (1995)
- L'eroe del cielo (Pie in the Sky), regia di Bryan Gordon (1995)
- La strana coppia II (The Odd Couple II), regia di Howard Deutch (1998)
- Winchell, regia di Paul Mazursky (1998)
- Star Trek - L'insurrezione (Star Trek: Insurrection), regia di Jonathan Frakes (1998)
- Bandits, regia di Barry Levinson (2001)
- San Saba, regia di Mike Greene (2008)
- Piacere, sono un po' incinta (The Back-up Plan), regia di Alan Poul (2010)
- The Resident, regia di Antti Jokinen (2011)
- Life After Beth - L'amore ad ogni costo (Life After Beth), regia di Jeff Baena (2014)
- Just Before I Go, regia di Courteney Cox (2014)
- Assistant Living Show, regia di Scott Rickels (2016)
- Altitude: Paura ad alta quota (Altitude), regia di Alex Merkin (2017)
- Suburbicon, regia di George Clooney (2017)

### Televisione
- Una detective in gamba (Leg Work) - serie TV, episodio 1x10 (1987)
- South of Sunset - serie TV, episodio 1x02 (1993)
- La legge di Burke (Burke's Law) - serie TV, episodio 1x10 (1994)
- California Dreams - serie TV, episodio 3x02 (1994)
- Murphy Brown - serie TV, episodio 7x04 (1994)
- Il mondo segreto di Alex Mack (The Secret World of Alex Mack) - serie TV, episodio 3x03 (1996)
- Jarod il camaleonte (The Pretender) - serie TV, episodio 1x09 (1997)
- E vissero infelici per sempre (Unhappily Ever After) - serie TV, episodio 3x20 (1997)
- NYPD - New York Police Department (NYPD Blue) - serie TV, 2 episodi (1997-2003)
- Frasier - serie TV, episodio 5x18 (1998)
- The Naked Truth - serie TV, episodio 3x27 (1998)
- Una famiglia del terzo tipo (3rd Rock from the Sun) - serie TV, episodio 4x04 (1998)
- Becker - serie TV, episodio 1x06 (1998)
- E.R. - Medici in prima linea (ER) - serie TV, episodio 5x17 (1999)
- Crescere, che fatica! (Boy Meets World) - serie TV, episodio 7x17 (2000)
- Freaks and Geeks - serie TV, episodio 1x13 (2000)
- The Others - serie TV, episodio 1x13 (2000)
- The Norm Show - serie TV, episodio 3x05 (2000)
- Sabrina, vita da strega (Sabrina the Teenage Witch) - serie TV, episodio 5x19 (2001)
- The Practice - Professione avvocati (The Practise) - serie TV, episodio 6x03 (2001)
- Six Feet Under - serie TV, episodio 3x11 (2003)
- The Shield - serie TV, episodio 3x05 (2004)
- Detective Monk (Monk) - serie TV, episodio 4x05 (2005)
- Little Britain USA - serie TV, 5 episodi (2008)
- Bones - serie TV, episodio 4x09 (2008)
- Big Love - serie TV, 2 episodi (2010)
- Zeke e Luther (Zeke and Luther) - serie TV, 2 episodi (2010)
- Big Time Rush - serie TV, episodio 2x16 (2011)
- Next Caller - serie TV, 5 episodi (2012-2013)
- The Mindy Project - serie TV, episodio 1x18 (2013)
- Crash & Bernstein - serie TV, episodio 1x20 (2013)
- Modern Family - serie TV, episodio 4x24 (2013)
- Lab Rats - serie TV, episodio 2x22 (2013)
- Mike & Molly - serie TV, episodio 5x05 (2015)
- Liv e Maddie (Liv and Maddie) - serie TV, episodio 2x13 (2015)
- A casa di Raven (Raven's Home) - serie TV, episodio 1x03 (2017)
- Stranger Things - serie TV, 4 episodi (2019)
- Shameless - serie TV, episodio 11x02 (2020)
- Curb Your Enthusiasm - serie TV, 2 episodi (2020)

## Doppiatrici italiane
Nelle versioni in italiano delle opere in cui ha recitato, Peggy Miley è stata doppiata da:
- Graziella Polesinanti in A casa di Raven, Stranger Things, Shameless
- Lorenza Biella in Detective Monk
- Stefania Romagnoli in Suburbicon
- Graziella Porta in La piccola principessa